# 黎氏愛 (阮朝)
黎氏愛（越南语：／；1799年11月17日—1863年10月8日），又名黎氏虬（越南语：／），越南阮朝明命帝阮福晈的嬪妃，貴人黎氏祿的姐姐，綏理王阮福綿寊的生母。
黎氏愛是承天府豐田縣安廛社雲程村人，景興六十年十月二十日（1799年11月17日）出生，錦衣校尉黎進誠之女。嘉隆十二年（1813年），成為明命帝的府妾。明命元年（1820年），受封為才人。明命五年（1824年），晉封美人。明命十五年（1834年），晉封為婕妤。嗣德十六年八月二十六日（1863年10月8日），黎氏愛去世，壽六十五歲，諡靜柔（越南语：／），葬在承天府香水縣居正總楊春上社，在富榮縣建祠祭祀。
黎氏愛生前與淑妃阮氏寶關係融洽。

## 子女
黎氏愛共為明命帝生下三子二女。
- 長子綏理王阮福綿寊
- 次子皇子阮福綿㝫
- 三子建祥公阮福綿官
- 長女和美公主阮玉莊靜
- 次女皇女阮玉嫺貞